# كلية العلوم والآداب بالرس

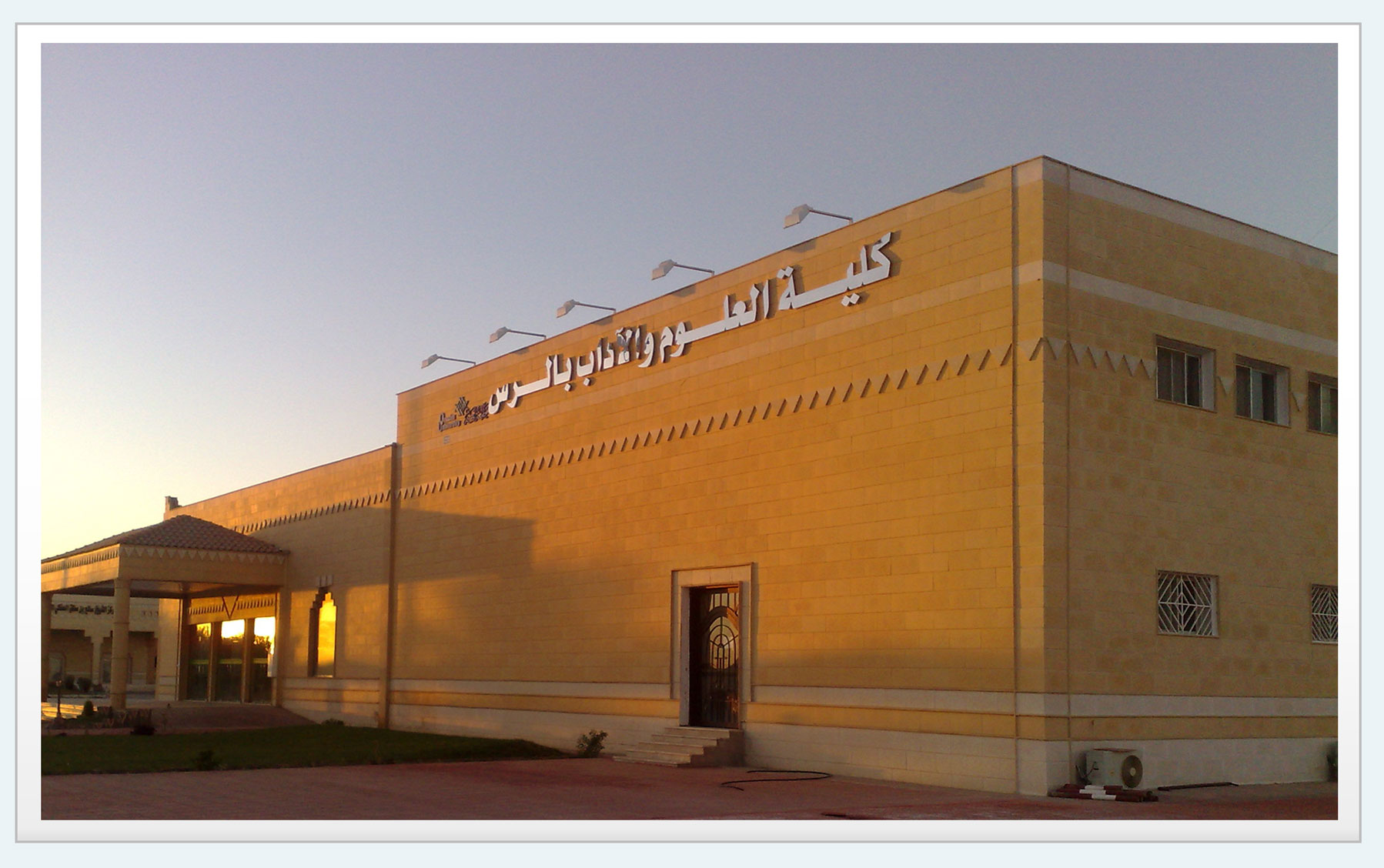
مبنى كلية العلوم والآداب بالرس

كلية العلوم والآداب بالرس هي كلية تقع في محافظة الرس تأسست عام 1977م تحت مسمى (الكلية المتوسطة لإعداد المعلمين) وكانت في ذلك الوقت تمنح خريجيها درجة الدبلوم بمدة دراسية لا تقل عن سنتين دراسيتين. وبداية من عام 1989م بدأت الكلية تمنح خريجيها درجة البكالوريوس بمدة دراسية قدرها 4 سنوات.

## أقسام الكلية
- الدراسات الإسلامية
- اللغة العربية
- اللغة الإنجليزية
- الرياضيات
- الفيزياء
- الكيمياء
- الحاسب الآلي
- التربية الخاصة
- التعليم الأساسي
- الأسرة والطفولة
- مختبرات العلوم